# Пари
Вижте пояснителната страница за други значения на Пари.
Парите (от турската дума para, която е от персийската پاره, pâre) са средство за обмен, което е широко прието в сделките при плащане на стоки и услуги, или за разплащане по дълг в даден обществено-икономически контекст.  Могат да се появят в много форми, включително физически монети и банкноти, цифрови записи и криптовалути. Макар и исторически парите да са имали различни материални носители, те са изпълнявали няколко основни функции, които разкриват икономическото им съдържание – служат като средство за размяна, разчетна единица и запас от стойност (средство за натрупване).
Има спорове между различните икономически, исторически и философски школи по въпроса дали парите са възникнали независимо от държавите, като по-удобно средство за разплащане вследствие на бартерната търговия(неокласическа школа) или са неотменна част от съществуването на държавата. Поддръжниците на втората теория твърдят, че парите възникват като остойностяване дълга на хората към държавата, религиозните и юридически институции спрямо селскостопанската продукция и други ценности. С други думи само държавата с нейния авторитет и сила може да наложи каква е стойността на даден продукт спрямо друг и че парите са виртуалната пропорция дълг-предмет, а не самия предмет.В този смисъл всяко средство с което се плащат данъци, обезщетения, налози, жертвоприношения и военна служба и др. получава определена стойност от държавата и се превръща в пари, а след това се ползва за търговия.

Исторически парите възникват под формата на разменно, ценно средство (стокови пари), но почти всички съвременни парични системи използват фиатни пари (или декретни). Декретните пари нямат стойност сами по себе си, а стойността им произтича от тяхното обявяване от държавата за законно платежно средство, което по закон трябва да бъде приемано при плащания в границите на съответната юрисдикция. Държавата често налага монопол върху паричните средства и използването на алтернативни пари се преследва от закона.
Паричната маса в дадена страна включва банкнотите и монетите на съответната парична единица, както и депозитите на поискване (банкови пари), които често включват по-голямата част от общата парична маса. Банковите пари са нематериални и съществуват само под формата на счетоводни записи, но въпреки това те изпълняват трите основни функции на парите.

## История
Много култури по света независимо едни от други достигат до идеята за стокови пари. Първоначално шекелът е единица за тегло и означавал точно количество ечемик, използван за размяна. Първото използване на термина е в древна Месопотамия около 3000 пр.н.е. Други общества в Америка, Азия, Африка и Австралия са използвали „черупкови пари“ – често това били раковини на охлювчета от вида Cypraea moneta L. или C. annulus L., какаови зърна, каменни плочи (на остров Яп) и др. Според Херодот лидийците първи започват да използват монети от самородна златно-сребърна сплав. Съвременните учени смятат, че първите отсечени монети датират от около 650 – 600 пр.н.е.
Системата на стокови пари еволюира в система от парични знаци. Това става, защото търговците на злато и сребро или банките издавали на клиентите и вложителите разписки, срещу които можели да получат стокови пари. С течение на времето тези разписки стават общоприето средство за разплащане. Книжни пари или банкноти се използват наред с монетите за първи път в Китай по време на династията Сун. През 13 век понятието за книжни пари навлиза в Европа, донесено от пътешественици като Марко Поло и Вилхелм де Рубрук. Европейски банкноти са издадени за първи път от Стокхолмската банка през 1661 г. и също се използват успоредно с монетите.
В Европа през 17 – 19 век златните монети биват изместени от нова парична система – златният стандарт, при която банкнотите са обезпечени с фиксирани предварително количества от злато. В някои страни предпочитан ценен метал е среброто, а във Франция през 18 век – и двата метала (биметализъм). Обезпечените банкноти се превръщат в законно платежно средство и към началото на 20 век почти всички страни възприемат тази парична система. С настъпването на периода на войните обаче всеобщият панически стремеж към злато далеч надхвърля златните резерви и международният златен стандарт е изоставен. След Втората световна война на конференцията в Бретън Удс е установена нова международна система (система Бретън Удс) за организация на валутните курсове и търговските разплащания, при която повечето страни възприемат фиатни валути, фиксирани към американския долар, който на свой ред е обвързан със златото. През 1971 г. обаче американското правителство суспендира конвертируемостта на долара и повечето световни валути престават да са фиксирани към него, а зависят единствено от декретните пари на правителствата и възможността за техния обмен със стоки чрез разплащане.

## Функции
В миналото се е приемало, че парите имат четири основни функции – да служат като средство за размяна, разчетна единица, стандарт за отложено плащане и запас от стойност. В по-голямата си част съвременната литература по въпроса не разглежда стандарта за отложено плащане като самостоятелна функция, а я включва като елемент на останалите.
Водени са много теоретични спорове около съчетаването на функциите на парите, като някои автори настояват за тяхното по-отчетливо разграничаване и дори че една единица не може да изпълнява всички функции едновременно. Един от аргументите в подкрепа на това становище е, че ролята на парите като средство за размяна е в противоречие с тяхната роля като запас на стойност – ролята им като запас на стойност изисква те да не се харчат, а за ролята им на средство за размяна е нужно те да се намират в обращение . Според друга гледна точка съхранението на стойността е само отлагане на размяната – парите не губят функцията си на средство за размяна, а просто тя може да бъде реализирана в различно място и време.
Много стоки и абстрактни символи притежават някои от изброените характеристики, но за да бъдат пари те трябва да изпълняват едновременно и трите условия.

### Средство за размяна
Когато даден предмет се търси най-вече заради възможността да бъде използван за търговска размяна с други предмети, тогава той притежава свойството на средство за размяна. То дава възможност да се избегне неефективността на бартерната размяна, например проблема със съвпадението на желанията. Парите подпомагат оптималното разпределение на оскъдни ресурси, ефективното движение на продуктите и икономическата свобода при придобиване на стоки и услуги. В същото време това качество на парите позволява те да бъдат стандарт за отложено плащане, т.е. инструмент за изплащане на дълг.

### Разчетна единица
Когато стойността на дадена стока често се използва за измерване или сравнение на ценността на други стоки или нейната стойност се използва за деноминиране на дългове, тогава тя функционира като разчетна единица. Парите улесняват икономическите решения чрез измерване на всичко в паричната единица и оттук превръщане на всичко в цени, приходи, разходи и доход.
Съществуването на разчетна единица е задължително условие за формулирането на търговски споразумения, включващи някаква форма на дълг. Дадено задължение не може да служи като разчетна единица, тъй като стойността му е определена чрез сравнение с някаква външна еталонна стойност, някаква истинска разчетна единица. Например, ако в дадена култура хората са склонни да измерват ценността на нещата спрямо козите, козите могат да се разглеждат като преобладаваща разчетна единица в тази култура. Може да се каже например, че един кон струва 10 кози, а добра кобила струва 45 кози. Също може да се каже, че полица, деноминирана в кози, ще променя стойността си по приблизително същия начин, както истинските кози.
Няколко важни свойства допринасят за ефективността на дадена разчетна единица:
- Делимостта на по-малки единици без загуба на стойност. Например, ценните метали могат да бъдат разделяни и отново обединявани чрез претопяване.
- Взаимната заменимост на предметите, използвани като разчетна единица. Това прави неподходящи за разменна единица ценности като диамантите или произведенията на изкуството.
- Лесната проверимост на стойността. Например, монетите обикновено имат специално обработен ръб, така че всяко отстраняване на материал да бъде лесно забележимо.

Като разчетно средство парите играят решаваща роля в децентрализираната икономика. Те са удобно средство за измерване на икономическите явления и така са аналог на мерните единици в други области на науката и познанието.

### Запас от стойност
Функцията средство за натрупване (запас от стойност) позволява да се раздели моментът на получаване на дохода от момента на неговото използване и той да се натрупа (запаси). Тази функция позволява да се отложи потреблението и
да се съхрани стойност за бъдеща размяна, т.е. да се спестява.
Например, една дъскорезница може да поддържа на склад дървен материал, който има пазарна стойност. По същия начин тя може да има каса с пари, които поддържат пазарна стойност. И двете биха представлявали запас от стойност, защото чрез размяна в бъдеще могат да бъдат превърнати в други стоки. Повечето трайни стоки притежават това свойство, но за ефективното изпълнение на функцията на запас от стойност, стойността на съответната стока трябва да е относително устойчива във времето. В този смисъл инфлацията, намалявайки стойността на парите, ограничава тяхната способност да служат като запас от стойност .
Но парите не са единственото средство за съхранение на стойност. Такива са финансовите активи като депозити в банките, облигации, чужда валута (когато националната валута се обезценява), а също и реални активи като имоти, злато, диаманти, произведения на изкуството и др. Те обаче не са така ликвидни и съществува риск от неблагоприятна промяна в цената им. Реалните активи не носят лихва, нямат фиксирана номинална стойност и трябва да бъдат превърнати в пари преди да се използват .

## Парични стандарти
Паричният стандарт обхваща законите, практиката и обичаите, определящи парите в една икономическа система. Има два вида стандартни – стоков и книжен. Стоковият стандарт обезпечава парите с една стока (обичайно това е златото), докато при книжния стандарт няма такава стока. При златния стандарт държавата определя паричната единица като дадено количество (тегло) злато и оставя количеството пари автоматично да се определи от количеството злато в страната. Ако в обращение има книжни пари, те са обратими в злато при поискване .
При неконвертирумия книжен стандарт в обращение се намират специфични полици, наричани банкноти (в днешно време издавани от централна банка) и няма конкретна стока, която да е обезпечение на тези пари. Макар да нямат пряко и гарантирано стоково обезпечение, книжните пари придобиват стойност, защото предлагането им е ограничено (емисията е монопол на държавата), а търсенето е неограничено.

## Парична маса
В икономическата теория понятието пари обхваща всички финансови инструменти, които могат да изпълняват описаните по-горе функции. Сборът от всички такива финансови инструменти представлява парична маса – количеството пари в обращение в дадена икономика. При златния стандарт паричната маса зависи от златното съдържание на паричната единица, количеството злато и промишленото използване на златото. При книжния стандарт за обезпечение на парите служат всички активи на централната банка.
Тъй като паричната маса се състои от различни инструменти, обикновено монети и банкноти, депозити на поискване и различни други видове депозити, количеството на парите в икономиката се измерва чрез сумирането на тези инструменти в парични агрегати. В съвременната теория на парите се разграничават няколко парични агрегата въз основа на ликвидността на инструментите, използвани като пари. Означават се с М и цифров индекс. Има международна унификация на паричните агрегати, но тя се отнася главно за агрегата М1, а при следващите различията между отделните страни са съществени и това затруднява сравнението .
Обикновено паричната маса се измерва чрез един от трите парични агрегата M1, M2 и M3. Агрегатът M1 обхваща монетите, банкнотите, пътническите чекове и депозитите на поискване, M2 включва M1, заедно със спестовните влогове и срочните депозити под определен размер в банките, а M3 включва M2, заедно с останалите срочни депозити и някои други финансови инструменти. Друг паричен агрегат, използван в някои случаи, е M0, който включва само издадените банкноти и монети и депозитите на банки и други институции в централната банка. Сред изброените парични агрегати най-висока ликвидност има M0, а най-ниска – M3.

## Видове
В основата на съвременните монетарни системи са залегнали фиатни пари. В миналото обаче повечето пари са били стокови (като например златни или сребърни монети). С развитието на икономиките стоковите пари били заменени с парични знаци като например банкноти, обезпечени със злато, защото това облекчавало боравенето и транспортирането на големи суми. Фиатните пари са се утвърдили през последните стотина години и най-вече след провала на Бретън Удската система през 70-те години на 20 век.

### Стокови пари
Като стокови пари са били използвани най-различни предмети: благородни метали, раковини, ечемик, мъниста и др., както и други предмети, смятани за ценни сами по себе си. Стойността на стоковите пари идва от стоката, от която са направени. В този смисъл стоката е пари, а парите са стока . Примерите за стоки, използвани като средство за размяна, включват злато, сребро, мед, ориз, сол, черен пипер, големи камъни, раковини, алкохол, цигари, канабис и др. Понякога те са използвани в съчетание една с друга, като така образуват относителна метрика на предпоставена стойност (perceived value) в икономики, основани на цени на стоките. Използването на стоковите пари наподобява бартер, но за разлика от него стоковите пари предоставят проста и автоматична разчетна парична единица. Макар някои златни монети като например крюгеррандът да се считат за законно платежно средство, на тях няма изписан номинал, тъй като се разчита на директната връзка на стойността им с „чистотата“ (съдържанието на основния метал) (вж. карат). Американската златна монета American Eagle обаче има означение и на златното съдържание, и номинал.

### Парични знаци
През 1875 г. английският икономист Уилям Стенли Джевънс (William Stanley Jevons) описва парите, използвани по онова време като парични знаци (на английски: representative money). Паричните знаци се състоят от всички форми на парите като жетони (на английски: token coin), книжни пари или други физически заместители като сертификати, които може гарантирано да бъдат обменени за фиксирано количество злато или сребро. Стойността на паричните знаци е в директна и фиксирана връзка със стоката, която ги обезпечава, макар че самите те не са направени от тази стока.

### Фиатни пари
Фиатните пари са такива пари, чиято стойност не произтича от вътрешноприсъщата им стойност и няма гаранция, че могат да бъдат обменени с друга ценна стока (например злато). Вместо това тяхната ценност произтича от правителствен декрет (fiat). Обикновено правителството декларира, че фиатните пари (обикновено банкноти и монети, емитирани от централна банка) са законно платежно средство и по този начин трябва да бъдат задължително приемани за всички плащания, публични и частни.
Някои инвестиционни златни монети (на английски: bullion gold) като American Eagle се приемат за платежно средство, но те се търгуват според пазарната цена на съдържащия се в тях метал като стока, а не според номиналната им стойност, която обикновено е само малка част от пазарната стойност на златото.
Тъй като се декретни пари, фиатните пари могат да бъдат възстановявани в случай на повреда. Например БНБ заменя повредени банкноти и монети при определени условия  За разлика от тях стоковите пари, които са повредени, не могат да се възстановяват.

### Монети
Първоначално понятието за стойност се съдържало в самия метал: отначало сребро, после злато, после и сребро и злато, а е имало и моменти, когато се използвал бронз. За изработката им е необходимо металът да бъде добит, преработен, претеглен и оформен като монета. Още най-първите монети са били отсичани с точно определено тегло и така изпълняват функцията на разчетна единица, довела по-късно до възникването на банките. Изборът на благородни метали – злато, сребро, мед, – се дължи на това, че не се окисляват, не потъмняват силно, не ръждясват и – не по-малко важно – не се намират толкова често в природата, поради което не се обезценяват лесно. От началото на 20 век при сеченето на металните парични знаци започват масово да се използват евтини и по-широко достъпни неръждаеми метали и техни сплави.  От 1933 г. във всички страни започва поетапно въвеждането само на билонни монети, чийто номинал е по-голям от стойността на метала в тях и разходите за производство. Те се секат от сребро от невисока проба, мед, никел, алуминий и други сравнително евтини метали. .
Монетите могат да бъдат фалшифицирани, но според закона на Архимед те могат лесно да бъдат проверени относно съдържанието на чист метал и така се определя стойността дори на манипулирани монети.
В повечето монетни дворове се използват различни метали за различните номинали монети. Златните монети например са били ползвани за големи покупки, финансиране на армията или други държавни дейности. Сребърните монети се използват за средни по големина разплащания като данъци и др., докато медните монети са били най-често употребявани при обичайните разплащания. Тази система се наложила в средновековна Европа, защото количеството благородни метали било твърде оскъдно до към средата на 16 век, когато разработката на новооткритите находища в Америка води до увеличение на добива на сребро и злато. Благородните метали се пренасят с конвои от испански кораби (т.нар. Сребърен флот) и допринасят до превръщането на Испания в най-богатата държава в края на 16 век. Същевременно притокът на сребро и злато намалява стойността им, цените се повишават главоломно и в съчетание с огромните дългове на короната това води до спад в икономиката на страната и до няколко последователни банкрута. В резултат на неплащанията на испанските крале към 1690 г. европейските банкери спират да им отпускат заеми.

### Книжни пари
Банкнотата е книжен паричен знак с определена номинална стойност. Той се издава от емисионна банка. Тя е завършен израз и резултат от развитието на кредитните средства за обращение. Банкнотата е полица срещу банката (това означава, че емитиралата я банка има задължение по полицата към приносителя ѝ), а не срещу частно лице, притежава качеството „всеобща обращаемост“, точно заради това е самостоятелна вещна форма на разменната стойност на стоките.
Известно е, че за пръв път банкноти са били използвани в Китай през 7 век, но в Европа това става чак през 1660 г., когато Стокхолмс Банко издава първите банкноти. Повечето банкноти се изработват от тежка хартия, а понякога и от лен, памук или други текстилни тъкани. Употребата на печатани банкноти с установен номинал става популярна през 18 век.
Предимствата на книжните пари пред монетите са многобройни: намалява се рискът от транспортиране на злато и сребро, улеснява се отпускането на заеми и начисляването на лихва, тъй като обезпечаващите банкнотите благородни метали не напускат трезора на банката, докато не бъдат изискани, става възможно да се продават дялове в дружества. Но има и недостатъци: тъй като банкнотата няма своя собствена стойност, нищо не може да спре отпечатването на прекалено голям брой без оглед на наличното обезпечение. При наличие на увеличен прилив на банкноти се получава инфлационен натиск, констатиран през 18 век от Дейвид Хюм. Тези хартиени пари често водели до инфлационни „балони“, които се спуквали, когато хората започвали да си искат обезпечението. Печатането на големи количества банкноти е характерно за времената на война и финансирането на военни действия, включително за поддържането на постоянна армия. По тези причини към книжните пари има смесено отношение.
Обезпечението на банкнотите зависи от паричния стандарт – стоков или книжен. Стоковият стандарт обезпечава парите със стока (обичайно това е златото), докато при книжния стандарт няма такава стока. Към 1900 г. повечето от индустриалните нации използват под някаква форма златен стандарт, като пускат в обращение книжни банкноти, обезпечени със злато, и сребърни монети. Частните банки и правителствата по света започват да натрупват златото и среброто в съкровищниците си, а да се разплащат с банкноти. Това не става едновременно в цял свят, а спорадично, най-вече по време на войни или финансови кризи, като процесът започва в началото на 20 век и продължава до към 1970-те години, когато по цял свят е въведен книжен стандарт. Към 2014 нито една страна в света не се придържа към системите на златния или сребърния стандарт.
Книжният стандарт крие голям риск, тъй като правителствата могат да печатат неограничено количество банкноти и това води до хиперинфлация, защото увеличаването на паричната маси води до обезценяване на парите в обращение, това подтиква правителството да печата повече пари, за да посрещне разходите.

### Банкови пари
Парите в търговските банки (банкови пари) са нематериални и съществуват само като счетоводни записи, но въпреки това те изпълняват трите основни функции на парите. Те представляват иск към финансовата институция и могат да бъдат използвани за закупуване на стоки и услуги. Текущата (разплащателна) сметка е банков депозит, от който парите могат да се теглят по всяко време без предизвестие. Банките са задължени по закон веднага да отпуснат средствата при поискване. Тегленето може да стане лично, чрез чекове или банкови операции, чрез банкомат или чрез електронно банкиране.
Парите в търговските банки се създават чрез т.нар. частично банково резервиране (на английски: fractional-reserve banking), при което банката съхранява като резерв само част от депозитите (като наличност или други бързоликвидни активи), а другата част отпуска във вид на кредити срещу лихва. Банковите пари се отличават от стоковите и фиатните пари по два признака: първо, те нямат физически носител, защото съществуването им е само в банковите счетоводни книги и второ, съществува известен риск, че ако банката изпадне в несъстоятелност, тя няма да изпълни задължението си да изплати депозитите при поискване. Практиката на частично банково резервиране има кумулативен ефект на създаване на пари, защото увеличава паричната маса извън реалния ѝ размер. Поради тази преобладаваща банкова практика агрегатът M2 в повечето страни е многократно по-голям от агрегата М0 – парите, емитирани от централната банка на тази страна. Отношението между тях (наречено „множител на парите“ на английски: money multiplier) се определя от изискването за поддържане на определен резерв или друг финансов показател, наложен от националния финансов регулатор.
Паричната маса на една страна обхваща парите в обращение и всички чекови и спестовни депозити в търговските банки. В съвременните условия относително малка чест от паричната маса е във физическа форма. Например в САШ през декември 2010 от общо $8853.4 милиарда широки пари (M2) само $915.7 милиарда (около 10%) са били под формата на монети и банкноти (т.е. останалите 90% са банкови пари).

### Електронни или цифрови пари
Електронните пари са пари или портфейл с ценни книжа, които се обменят само по електронен път. Обикновено това включва използването на компютърни мрежи, интернет и цифрови системи за съхранение на данни. Електронен превод на средства (EFT), директен депозит, цифрова златна валута и виртуална валута са примери на електронни пари.
Електронните пари се появяват и набират сила преди дот-ком бума от 2000 г. Като алтернативни форми на пари могат да се посочат Flooz и Beenz. Поради спукването на балона те нямат дълъг живот, но продължават да възникват нови виртуални валути (например bitcoin), които достигат значителна база потребители.

## Парична политика
Паричната политика, наричана още монетарна политика, е упражняването на контрол върху количеството пари в икономиката и е едно от основните средства за макроикономическо регулиране. Чрез нея правителството и централната банка на държавата контролират а) паричната маса, б) наличността и в) стойността на парите, както и лихвения процент. Чрез правилното управление на този набор от монетарни инструменти се гарантира растежа и стабилността на икономическата система. Монетарната теория от своя страна е източник на информация за това как да се изработи оптимална парична политика.
Монетарната политика може да бъде експанзивна или рестриктивна, като първата увеличава предлагането на пари в икономиката, а втората го свива. Експанзивната политика обичайно се прилага, когато има повишено ниво на безработица и рецесия, а рестриктивната политика – при повишено ниво на инфлация. Паричната политика трябва да бъде съпоставяна с фискалната, тъй като двете упражняват еднакъв контрол над икономиката.
Една неправилна парична политика може да има значителни неблагоприятни последствия върху икономиката и обществото като
хиперинфлация, стагфлация, рецесия, висока безработица, недостиг на вносни стоки, невъзможност за износ на стоки и дори пълен паричен колапс и преминаван към по-малко ефективната бартерна икономика.
За осъществяване на избраната парична политика правителствата и централните банки прибягват както към законите на свободния пазар, така и към регулаторни инструменти. Някои от тях са:
- промяна на лихвения процент, при който централната банка заема пари от (или отпуска пари на) търговските банки
- покупко-продажба на валута
- увеличение или намаление на държавния дълг
- увеличение или намаление на държавните разходи
- манипулиране на валутния курс
- увеличение или намаление на изискването за банкови резерви
- регулиране или забрана на т.нар. „частни пари“ (на английски: private currency)
- увеличение или намаление на данъците върху вноса и износа на капитали

В САЩ контролът върху паричната маса се упражнява от Федералния резерв, а в еврозоната това прави Европейската централна банка. Други централни банки, които оказват значително влияние върху световните финанси, са Английската банка и централните банки на Япония и Китай (Bank of Japan, People's Bank of China).
Тъй като съвременните парични системи се основават на фиатни пари и не са свързани с цената на златото, икономистите се опитват да разработят теории за връзката между паричната маса и икономическата активност. Монетаризмът е онова становище в монетарната икономическа мисъл , което приема, че колебанията в паричната маса оказват значително влияние върху количеството продукция в краткосрочна перспектива (близкото бъдеще) и върху ценовото ниво в по-далечна перспектива за дадена икономика. Според монетаристите целите на паричната политика се постигат най-ефективно, когато се обръща специално внимание върху растежа на паричната маса.
Монетаризмът днес се асоциира главно с трудовете на Милтън Фридман, който е сред поколението икономисти, приемащо кейнсианството и след това разкритикуващо го. Фридман и Ана Шварц написват книгата „Монетарна история на САЩ: 1867 – 1960“ през 1963 година и в нея те твърдят, че „инфлацията е винаги и навсякъде монетарно явление“ (т.е. явление с монетарен характер и произход). Според Фридман централните банки трябва да прокарват политика, стремяща се да запази предлагането и търсенето на парите в равновесие, измерено с растежа на производителността и търсенето. Бившият дългогодишен ръководител на Федералния резерв на САЩ Алън Грийнспен е смятан предимно за монетарист, що се отнася до икономическата му политика.
Сред критиците на монетаризма са неокейнсианци, според които търсенето на парите е присъщо на предлагането, и консервативни икономисти, считащи, че търсенето на парите не може да бъде предвидено. Джоузеф Стиглиц твърди, че връзката между инфлацията и растежа на паричната маса е слаба, когато инфлацията е ниска. Други автори показват, че парите играят роля в икономическата и бизнес цикличност в зависимост от склонността на домакинствата да поемат рискове.

## Парите в изкуството

### Парите в художествената литература
В книгата на Милен Русков „Захвърлен в природата“ е изследвана силата на парите и злината на измамничеството.